# Ariana Ville
Ariana Ville est une délégation tunisienne dépendant du gouvernorat de l'Ariana.
En 2004, elle compte 97 687 habitants dont 49 101 hommes et 48 586 femmes répartis dans 27 468 ménages et 32 121 logements.